# Joe Kovacs
Joseph "Joe" Mathias Kovacs (* 28. června 1989) je americký atlet – koulař, trojnásobný stříbrný olympijský medailista z let 2016, 2020 a 2024.

## Kariéra
V roce 2015 se stal mistrem světa na MS 2015 vrhem dlouhým 21,93 metrů. Svůj osobní rekord 22,56 metrů vytvořil ve stejném roce v Monaku. Jeho největší úspěch pak přišel ve finále MS v katarském Dauhá v říjnu 2019. Kovacs poslal kouli do vzdálenosti 22,91 metru a získal o pouhý 1 cm zlato před krajanem Crouserem a Walshem z Nového Zélandu (oba 22,90 m). Tento výkon se stal dokonce bodově nejkvalitnějším výkonem mistrovství v mužských disciplínách.

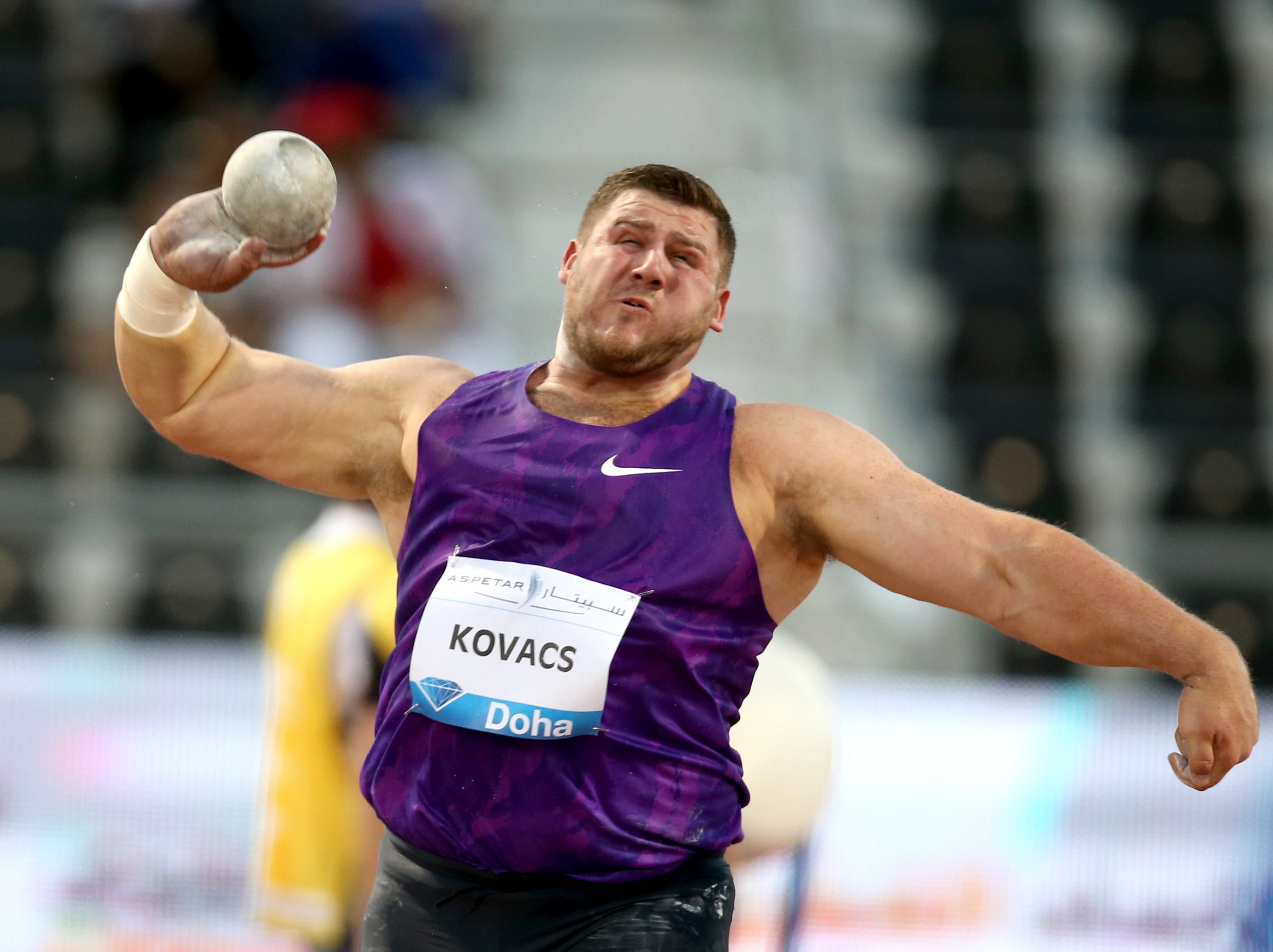
Joe Kovacs v roce 2015.